# Macroleptea
Macroleptea is een geslacht van rechtvleugeligen uit de familie Pyrgomorphidae. De wetenschappelijke naam van dit geslacht is voor het eerst geldig gepubliceerd in 1962 door Kevan.

## Soorten
Het geslacht Macroleptea  is monotypisch en omvat slechts de volgende soort:
- Macroleptea laevigata (Werner, 1914)